# Giovanni Battista Lugari
Giovanni Battista Lugari (ur. 18 lutego 1846 w Rzymie, zm. 31 lipca 1914 tamże) – włoski kardynał, urzędnik Kurii Rzymskiej.

## Życiorys
Ukończył Królewski Uniwersytet i Uniwersytet Gregoriański w Rzymie. Święcenia kapłańskie otrzymał 15 stycznia 1896, gdy miał już prawie 50 lat. Po ordynacji związał się z Kurią, gdzie sprawował kolejno kilka funkcji. Był asesorem w Kongregacji Obrzędów, prywatnym szambelanem supernumerario i promotorem wiary. W roku 1900 został kanonikiem bazyliki laterańskiej. Jako promotor wiary brał udział w procesie kanonizacyjnym Joanny d’Arc. Od 1902 asesor w Świętym Oficjum, a także konsultor Kongregacji Obrzędów. Także w tym samym roku mianowany kanonikiem bazyliki watykańskiej.
Na konsystorzu z listopada 1911 otrzymał kapelusz kardynalski. Pochowany na Campo Verano.